# Laphystia latiuscula
Laphystia latiuscula là một loài ruồi trong họ Asilidae. Laphystia latiuscula được Loew miêu tả năm 1871.